# فيستا (كاليفورنيا)
فيستا (بالإنجليزية: Vista)‏ هي إحدى مدن مقاطعة سان ديغو، كاليفورنيا. تم إعطاءها لقب مدينة في 28 يناير، 1963.

## المناخ
يظهر الجدول التالي التغييرات المناخية على مدار السنة لفيستا:
| البيانات المناخية لـفيستا         | البيانات المناخية لـفيستا | البيانات المناخية لـفيستا | البيانات المناخية لـفيستا | البيانات المناخية لـفيستا | البيانات المناخية لـفيستا | البيانات المناخية لـفيستا | البيانات المناخية لـفيستا | البيانات المناخية لـفيستا | البيانات المناخية لـفيستا | البيانات المناخية لـفيستا | البيانات المناخية لـفيستا | البيانات المناخية لـفيستا | البيانات المناخية لـفيستا |
| الشهر                             | يناير                     | فبراير                    | مارس                      | أبريل                     | مايو                      | يونيو                     | يوليو                     | أغسطس                     | سبتمبر                    | أكتوبر                    | نوفمبر                    | ديسمبر                    | المعدل السنوي             |
| --------------------------------- | ------------------------- | ------------------------- | ------------------------- | ------------------------- | ------------------------- | ------------------------- | ------------------------- | ------------------------- | ------------------------- | ------------------------- | ------------------------- | ------------------------- | ------------------------- |
| الدرجة القصوى °ف (°م)             | 90 (32)                   | 93 (34)                   | 96 (36)                   | 115 (46)                  | 99 (37)                   | 108 (42)                  | 107 (42)                  | 106 (41)                  | 107 (42)                  | 104 (40)                  | 97 (36)                   | 90 (32)                   | 108 (42)                  |
| متوسط درجة الحرارة الكبرى °ف (°م) | 67 (19)                   | 66 (19)                   | 67 (19)                   | 71 (22)                   | 72 (22)                   | 76 (24)                   | 80 (27)                   | 82 (28)                   | 81 (27)                   | 77 (25)                   | 71 (22)                   | 66 (19)                   | 73.0 (22.8)               |
| المتوسط اليومي °ف (°م)            | 57 (14)                   | 56 (13)                   | 58 (14)                   | 61 (16)                   | 64 (18)                   | 67 (19)                   | 71 (22)                   | 73 (23)                   | 71 (22)                   | 67 (19)                   | 61 (16)                   | 56 (13)                   | 64 (17)                   |
| متوسط درجة الحرارة الصغرى °ف (°م) | 46 (8)                    | 46 (8)                    | 48 (9)                    | 50 (10)                   | 55 (13)                   | 58 (14)                   | 62 (17)                   | 63 (17)                   | 61 (16)                   | 56 (13)                   | 50 (10)                   | 45 (7)                    | 53.3 (11.8)               |
| أدنى درجة حرارة °ف (°م)           | 20 (−7)                   | 29 (−2)                   | 25 (−4)                   | 35 (2)                    | 38 (3)                    | 30 (−1)                   | 44 (7)                    | 45 (7)                    | 39 (4)                    | 36 (2)                    | 29 (−2)                   | 23 (−5)                   | 20 (−7)                   |
| الهطول إنش (مم)                   | 2.67 (68)                 | 3.08 (78)                 | 2.20 (56)                 | 0.99 (25)                 | 0.19 (4.8)                | 0.10 (2.5)                | 0.06 (1.5)                | 0.05 (1.3)                | 0.22 (5.6)                | 0.63 (16)                 | 1.25 (32)                 | 1.80 (46)                 | 13.24 (336)               |
| المصدر: weather.com               |                           |                           |                           |                           |                           |                           |                           |                           |                           |                           |                           |                           |                           |

## أعلام
- جون ستوري
- إليوت جاي كلاوسون
- آرون غارسيا
- ليون هال
- توني ولترز